# ایفرت بولدر
ایفرت بولدر (هلندی: Evert Bulder; ۲۴ دسامبر ۱۸۹۴ – ۲۱ آوریل ۱۹۷۳) بازیکن فوتبال اهل هلند بود.
وی همچنین در تیم ملی فوتبال هلند بازی کرده‌است.